# Tipula hexacantha
Tipula hexacantha är en tvåvingeart som beskrevs av Alexander 1961. Tipula hexacantha ingår i släktet Tipula och familjen storharkrankar.
Artens utbredningsområde är Pakistan. Inga underarter finns listade i Catalogue of Life.